# Podbielskiallee
Podbielskiallee – stacja metra w Berlinie, w dzielnicy Dahlem, w okręgu administracyjnym Steglitz-Zehlendorf  na linii U3. Stacja została otwarta w 1913.